# Show, don’t tell
Show, don’t tell (dt.: „Zeigen, nicht erzählen“) ist ein häufig gebrauchter Terminus aus Schreibratgebern. Er fordert Autoren dazu auf, einen bestimmten Gegenstand nicht vom Standpunkt des Erzählers aus zu beschreiben, sondern Handlung und Dialog zu verwenden. Damit soll das Interesse des Lesers, der filmische Erzählstrukturen gewohnt ist, wachgehalten werden. Auch wird die Rolle des Erzählers in den Hintergrund gedrängt – eine typische Forderung an die erzählende Literatur der Moderne. Dem Leser soll auf diese Weise die Identifikation mit den Charakteren erleichtert werden.

## Beispiele
Wenn sich ein Schreibender an der Regel Show, don’t tell orientiert, enthüllt er den Charakter einer literarischen Figur vornehmlich durch ihre verbalen und nonverbalen Handlungen. Literarisches „Zeigen“ kann auf unterschiedliche Arten geschehen:
- durch szenisches Schreiben
- durch Beschreibung der Handlungen einer Figur
- durch Wiedergabe von Dialog
- durch den Einsatz aller fünf Sinne

Statt zu berichten …

„Frau Kleinschmidt war eine Klatschtante.

Immer fand sie etwas, das sie weitertratschen konnte.“

… soll der Autor zeigen:

„Sie öffnete einen schmalen Spalt zwischen den Blättern der Jalousie, so dass sie den VW erkennen konnte, der in der Auffahrt hielt. Sie blinzelte, um den muskulösen Mann besser sehen zu können, der aus dem Auto gestiegen war und in Richtung der Eingangstür ging. Als er klingelte, rannte Frau Kleinschmidt zum Telefon: ‚Charlotte, du wirst nicht glauben, was ich gerade gesehen habe!‘“

## Ausnahmen
Da showing mehr Platz in Anspruch nimmt, können mit telling größere Zeitabstände in einem narrativen Zusammenhang abgedeckt werden. So werden Szenenübergänge zum Beispiel gerne erklärt und nicht gezeigt.